# 田淵麻里奈の夜あそびはココから
『田淵麻里奈の夜あそびはココから』（たぶち まりなの よあそびはココから）は、2020年3月24日から2024年9月26日まで、朝日放送ラジオが毎週火曜日から木曜日までの21時台に編成していた生放送の音楽番組。兵庫県たつの市の出身で、関西地方を中心にDJ・タレント・ファッションモデルとして活動している田淵麻里奈（たぶち　まりな）にとっては、朝日放送ラジオにおける初めてのレギュラー冠番組でもあった。
番組の略称は『夜ココ』（よるココ）で、リスナーに対しては、当番組に対するX（twitter）からの投稿に「＃夜ココ」というハッシュタグを付けることを推奨していた。基本の放送枠を21:05 - 21:50に設定していたが、日本プロ野球のシーズン中（主にレギュラーシーズンと重なる年度上半期）には、『ABCフレッシュアップベースボール』ナイトゲーム中継の後座番組を兼ねていた。このため、中継カードの状況によっては、放送時間の短縮や全編休止の措置を講じることがあった。

## 概要
田淵が同世代（20代）の女性に人気のスポット・トレンド情報を紹介しながら、新旧や洋楽・邦楽を問わずヒット曲を流していた番組で、スタッフも同世代の女性で揃えていたことが特徴。田淵は、名前の麻里奈（まりな）にちなんで、関係者やリスナーから「まりねぇ」という愛称で呼ばれていた。
放送開始当初の田淵は独身で、リスナーから寄せられた恋愛関連の相談に応じていたほか、恋愛に関する体験談や願望をたびたび披露していた。しかし、担当期間中の2024年1月下旬には、結婚したことを当番組で報告している。
なお、田淵は当番組の開始と同時に、『ABCフレッシュアップベースボール』火 - 木曜日ナイトゲーム中継の「スタジオMC」に起用。中継予定のカードが（予備カードを含めて）がすべて中止になった場合や、メインカードである阪神タイガースのナイトゲームが最初から組まれていない場合には、『ABCフレッシュアップベースボール スペシャルエディション』（17:55 - 21:00）から延べ4時間近くにわたって生放送へ臨むこともあった。
ただ基から『フレッシュアップベースボール』で放送する予定のカードが組まれていない場合（全チーム休養・移動日に当たる場合、全試合がデーゲームであるか、上記のように阪神・オリックス戦が基からない日に行われるナイターが放送権の都合で中継できない日、さらにはセ・パ交流戦予備日も含む）にはこのようなケースは発生せず、当該日には21時まで『伊藤史隆のラジオノオト』（2022年まで）や『UP to you』（2024年）、その他単発特別番組が放送されていた。
2023年7月11日（火曜日） - 13日（木曜日）には、田淵が新型コロナウイルスへ感染したことに伴って、前枠の『ABCフレッシュアップベースボール』（阪神対横浜DeNAベイスターズのナイトゲーム中継）と合わせて出演を見合わせた。このような事情から、本来は平日の22:00から放送されている『ABCミュージックパラダイス』（田淵が月曜日のパーソナリティを担当＝7月10日放送分は休演）から、当該曜日にパーソナリティを務める朝日放送テレビのアナウンサー（11日：北條瑛祐、12日・13日：北村真平）を当番組のパーソナリティ代理にも立てていた。実際には3日間とも上記カードの中継が長引いたため、12日と13日には当番組を休止。11日も、21:31まで中継した後に『ABCニュース』と『ABC天気予報』（セット編成の単独番組）を5分間はさんでいた関係で、北條による代演が事実上5分にとどまった。
その一方で、田淵は2021年度の下半期から、朝日放送ラジオで平日の夜間に当番組と『ABCミュージックパラダイス』（第2期）月曜日のパーソナリティを通年で担当していた。しかし、朝日放送ラジオでは、2024年度の下半期に大規模な番組改編を計画。その一環として、両番組を2024年9月で終了させることや、田淵に『… and Music。』（毎週日曜日の午前10・11時台に生放送の音楽番組）のパーソナリティを武田和歌子（朝日放送テレビアナウンサー）に代わって同年10月6日放送分から担当させることを決めた。ちなみに、当番組については、最終回を9月26日（木曜日）に放送することを想定。その一方で、朝日放送ラジオは『ABCフレッシュアップベースボール』のナイトゲーム中継を、9月24日（火曜日）から3日連続で編成していた。実際には、24日のみ21:45から5分間の短縮放送を余儀なくされたものの、翌25日（木曜日）と26日（最終回）には定時（フルバージョン）で放送されている。